# تپه کرناوه
تپه کرناوه مربوط به دوره تاریخی است و در شهرستان درگز، بخش لطف‌آباد - روستای کرناوه واقع شده و این اثر در تاریخ ۲۲ مرداد ۱۳۸۴ با شمارهٔ ثبت ۱۳۳۰۸ به‌عنوان یکی از آثار ملی ایران به ثبت رسیده‌است.